# Johann Froben

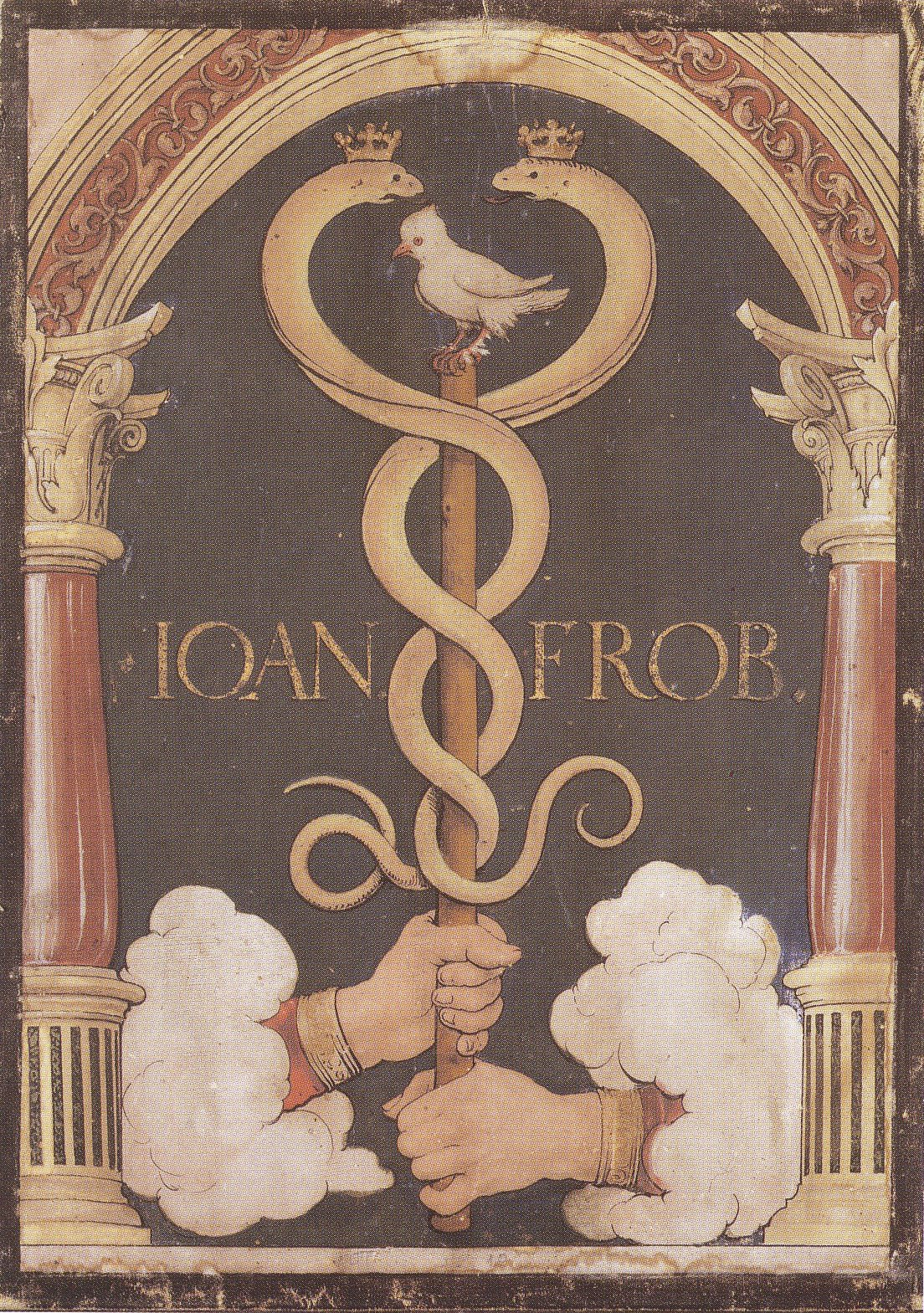
Sygnet drukarski Frobena autorstwa Holbeina

Johann Froben (ur. 1460 w Hammelburg, zm. 1527), inaczej Frobeniusz – drukarz i wydawca szwajcarski. 
Froben działalność prowadził głównie w Bazylei, gdzie drukarnię otworzył w 1491 roku. Do 1512 roku prowadził ją ze swoimi wspólnikami Johannem Amerbachem i Joahannem Petrim. W 1506 wydrukowano w niej 11-tomowe wydanie dzieł św. Augustyna. Po śmierci wspólników drukował dzieła literatury klasycznej i prace humanistów, m.in. dzięki przyjaźni z Erazmem z Rotterdamu wszystkie jego dzieła świeckie i przygotowany przez niego Nowy Testament po grecku. W sumie wydał ok. 320 druków, oznaczających się wysokim poziomem druku oraz bogatymi zdobieniami drzeworytowymi autorstwa Holbeina. 
Jako pierwszy stosował stałe układy typograficzne tworząc podwaliny pod wzór książki renesansowej. W swojej drukarni używał antykwy różnych stopni dla foliów i czwórek oraz kursywy dla formatów mniejszych. W swoich drukach wprowadził ozdobną kartę tytułową z architektonicznym ornamentem oraz stały bogaty sygnet drukarski. Wyobrażał on trzymany w obu rękach słup z gołębiem na szczycie, opleciony dwoma wężami symbolizującymi połączenie niewinności z roztropnością i opatrzony napisem "FROBEN".
Po śmierci Frobena zakład przejął jego syn Hieronymus (zm. 1563), a następnie drugi mąż wdowy po Janie Frobenie, J. Herwagen. Pod zmienioną nazwą Officina Frobeniana dzięki jego synowi Ambrosiusowi drukarnia wydrukowała Talmud. Drukarnia istniała do roku 1578, gdy po raz ostatni zaistniała na targach księgarskich we Frankfurcie.